# Честерленд (Огайо)
Честерленд (англ. Chesterland) — переписна місцевість (CDP) в США, в окрузі Ґоґа штату Огайо. Населення — 7074 особи (2020).

## Географія
Честерленд розташований за координатами 41°31′11″ пн. ш. 81°20′11″ зх. д. / 41.51972° пн. ш. 81.33639° зх. д. (41.519826, -81.336523).  За даними Бюро перепису населення США в 2010 році переписна місцевість мала площу 11,37 км², з яких 11,34 км² — суходіл та 0,04 км² — водойми.

## Демографія
Згідно з переписом 2010 року, у переписній місцевості мешкала 2521 особа в 990 домогосподарствах у складі 685 родин. Густота населення становила 222 особи/км².  Було 1052 помешкання (92/км²).
Расовий склад населення:
| - 97,6 % — білих - 0,9 % — чорних або афроамериканців - 0,4 % — азіатів |

До двох чи більше рас належало 1,0 %. Частка іспаномовних становила 2,4 % від усіх жителів.
За віковим діапазоном населення розподілялося таким чином: 20,5 % — особи молодші 18 років, 59,7 % — особи у віці 18—64 років, 19,8 % — особи у віці 65 років та старші. Медіана віку мешканця становила 46,7 року. На 100 осіб жіночої статі у переписній місцевості припадало 93,5 чоловіків;  на 100 жінок у віці від 18 років та старших — 90,9 чоловіків також старших 18 років.
Середній дохід на одне домашнє господарство  становив 70 495 доларів США (медіана — 54 825), а середній дохід на одну сім'ю — 87 695 доларів (медіана — 76 106). Медіана доходів становила 53 409 доларів для чоловіків та 41 118 доларів для жінок. За межею бідності перебувало 5,9 % осіб, у тому числі 0,0 % дітей у віці до 18 років та 13,2 % осіб у віці 65 років та старших.
Цивільне працевлаштоване населення становило 1000 осіб. Основні галузі зайнятості: освіта, охорона здоров'я та соціальна допомога — 23,6 %, виробництво — 13,1 %, роздрібна торгівля — 11,3 %, науковці, спеціалісти, менеджери — 10,4 %.